# Wang Dong (diplomat)
Wang Dong var en kinesisk politiker och diplomat, som tjänstgjorde som Folkrepubliken Kinas ambassadör i Sverige från juni 1969 till december 1971.
Wang gick med i Kinas kommunistiska parti 1938 och innehöll flera befattningar i partiet under andra sino-japanska kriget och det kinesiska inbördeskriget. Efter Folkrepubliken Kinas grundande tog han anställning i utrikesministeriet, där han främst handlade landets förhållande med Östeuropa. Han hade också utlandsposteringar i Albanien och Rumänien.
I samband med att Kina åter började postera ambassadörer 1969, efter ett avbrott under Kulturrevolutionens tidiga skede,  blev Wang utnämnd till Kinas ambassadör i Sverige, vilket han förblev fram till 1971.
Under sin tid som ambassadör i Stockholm förhandlade Wang med den kanadensiska ambassadören Margaret Meagher om öppnande av diplomatiska förbindelser mellan de två länderna och den 10 oktober 1970 utfärdade de båda ambassadörerna en kommuniké i Stockholm att Kina och Kanada skulle öppna diplomatiska förbindelser. 1977 blev han utnämnd till Folkrepubliken Kinas fjärde ambassadör i Kanada, vilket han förblev fram till 1983.